# Episodi di LEGO Legends of Chima (terza stagione)
La terza stagione di LEGO Legends of Chima, composta da 15 episodi, è uscita negli USA nel 2014 e in Italia nello stesso anno.
Nell'edizione DVD i primi 4 episodi sono stati accorpati a quelli della seconda stagione mentre i restanti 11 sono stati rilasciati come "LEGO Legends of Chima: la Leggenda del Tempio di Fuoco".
Il logo, che varia in ogni stagione, è la scritta "Legends of CHIMA" in lettere ghiacciate, con un chi di fuoco che fa da puntino della i.
| n° | Titolo originale       | Titolo italiano                 | Prima TV USA      | Prima TV Italia |
| -- | ---------------------- | ------------------------------- | ----------------- | --------------- |
| 1  | Fire Dreaming          | Sogno infuocato                 | 9 agosto 2014     |                 |
| 2  | Attack Of The Ice Clan | L'attacco del Clan del Ghiaccio | 16 agosto 2014    |                 |
| 3  | The Call Of Cavora     | La chiamata del Monte Cavora    | 23 agosto 2014    |                 |
| 4  | Trial By Fire          | La prova del fuoco              | 30 agosto 2014    |                 |
| 5  | The Crescent           | La Collina Falce di Luna        | 6 settembre 2014  |                 |
| 6  | Fired Up!              | Infiammato!                     | 13 settembre 2014 |                 |
| 7  | Cool And Collected     | Una collezione da brivido       | 20 settembre 2014 |                 |
| 8  | The Snowball Effect    | Effetto palla di neve           | 27 settembre 2014 |                 |
| 9  | The King Thing         | Gli impegni di un re            | 4 ottobre 2014    |                 |
| 10 | A Very Slippery Slope  | La montagna scivolosa           | 11 ottobre 2014   |                 |
| 11 | The Artifact           | Il Manufatto                    | 18 ottobre 2014   |                 |
| 12 | The Phoenix Has Landed | Le fenici nel sottosuolo        | 25 ottobre 2014   |                 |
| 13 | A Spark Of Hope        | Una scintilla di speranza       | 1º novembre 2014  |                 |
| 14 | Wings Of Fire          | Le ali infuocate                | 22 novembre 2014  |                 |
| 15 | The Heart Of Cavora    | Il cuore del Monte Cavora       | 22 novembre 2014  |                 |

## Sogno infuocato
In una scena che richiama quella del primo episodio Eris sta volando tranquillamente quando le sue ali vanno a fuoco. La scena si rivela essere un sogno della stessa Eris che si risveglia e, ancora spaventata, vola da Laval e Cragger. I due però sono troppo impegnati a raccontare le loro imprese e celebrare la pace a Chima per dare ascolto all'aquila.
Sul fondo del burrone visto nel precedente episodio il chi, volendo essere usato, invia la sua energia a Sir Fangar, un guerriero di tigre dente a sciabola che è rimasto congelato per mille anni. Poco dopo nel burrone cadono tutte le altre sfere di chi delle Tribù Oscure, che Scorm ha ordinato di buttare. Libero dal ghiaccio, Sir Fangar usa il chi per risvegliare le tribù dei denti a sciabola, mammut e avvoltoi, i suoi Cacciatori di Ghiaccio, a cui dichiara di voler conquistare Chima come mille anni prima.
A Chima Eris ha un nuovo sogno in cui va a fuoco, stavolta da sveglia e davanti a tutti. I vari animali la deridono ma lei non può fare a meno di sentirsi preoccupata.
I Cacciatori di Ghiaccio scalano il burrone e scoprono di poter congelare tutto al loro passaggio. Con questo potere che ghiaccia perfino i colpi dei nemici riescono a sconfiggere facilmente e congelare le Tribù Oscure. Quando scoprono che le la caverna non ha uscita Sir Fangar conduce i Cacciatori nelle caverne sotto Chima, dove creano un ponte di ghiaccio per risalire.
Alle Rocce Eterne gli 8 protagonisti della stagione precedente fanno un falò e si scopre che tutte le tribù hanno una versione diversa della Grande Storia ma nessuno sa dire a Eris cosa ci fosse a Chima prima. Nella scena finale Skinnet vaga per la regione delle zanne e vede della neve uscire dalla Gola della caduta senza fine.
- Nota: come tutti gli inizi di stagione, questo episodio non ha sigla e il logo della serie e il titolo dell'episodio appaiono alla fine della scena iniziale. Il riassunto delle puntate precedenti è inoltre fatto da Laval e Cragger quando raccontano le loro avventure invece che a inizio puntata dalla voce fuori campo di Lagravis.

## L'attacco del Clan del Ghiaccio
Eris ha un altro sogno in cui va a fuoco e stavolta vede bruciare anche il Monte Cavora. Appena sveglia sale sul tetto della biblioteca delle aquile a controllare e da lì vede il ghiaccio che dalle Terre Esterne si avvicina a Chima.
I Cacciatori di Ghiaccio sono infatti arrivati e invadono per prima la palude dei coccodrilli. La tribù viene presa di sorpresa e solo Cragger e Crooler riescono a scappare portandosi dietro un Crug congelato. I due coccodrilli arrivano al tempio dei leoni dove trovano anche Eris, venuta per dare l'allarme, e confermano che Chima è sotto attacco.
Alla palude dei coccodrilli i Cacciatori di Ghiaccio si impadroniscono del chi della tribù per risvegliare i loro compagni rimasti nel ghiaccio e Sir Fangar dice di avere dei piani per i coccodrilli congelati.
Le tribù di Chima marciano unite nella palude dei coccodrilli dove si scontrano con i Cacciatori di Ghiaccio. Purtroppo il ghiaccio fa scivolare gli animali di Chima e così i loro mezzi, tranne quelli dei lupi. Il gelo dei nemici inoltre ghiaccia i colpi delle armi degli animali di Chima e l'unica cosa che sembra essere efficace contro ciò è la catapulta di rocce di Rogon. La battaglia volge subito per il peggio e come se non bastasse durante gli scontri Sir Fangar ingoia per sbaglio un chi, scoprendo come potenziarsi. Le tribù di Chima sono costrette a ritirarsi portandosi dietro i loro caduti congelati e usando una barriera creata dai loro colpi ghiacciati per coprirsi la fuga.
- Nota: questo è il primo episodio in cui viene usata la nuova sigla Day of Glory.

## La chiamata del Monte Cavora
Le tribù di Chima tendono ai Cacciatori un'imboscata in cui fanno cadere loro addosso delle rocce, dato che erano state l'unica arma a funzionare contro di loro, I Cacciatori rivelano però di avere dei mezzi volanti con cui costringono di nuovo gli animali di Chima alla fuga. Eris è costretta ad un atterraggio di fortuna alla Collina Falce di Luna dove ha un'altra visione di un tempio infuocato e di una fenice. Quando Sir Fangar la raggiunge e cerca di congelarla una misteriosa barriera di fuoco la protegge permettendole di scappare.
Alla biblioteca delle aquile Eris scopre che le risposte alle sue domande potrebbero trovarsi nella sezione totalmente ridicola. Nel frattempo Laval e Cragger organizzano una nuova trappola per i Cacciatori, stavolta nella giungla cadente.
Eris cerca di convincere i suoi amici che le risposte ai loro problemi si trovano sul Monte Cavora, come indicato da uno dei libri totalmente ridicoli, ma gli altri preferiscono continuare con la trappola, che riesce però solo a rallentare i Cacciatori. Durante le battaglia Eris viene inseguita da due avvoltoi e li attira alle cascate di Cavora, facendo sì che le congelino e ci si schiantino contro.
A questo punto Eris propone a Cragger e Laval di scalare le cascate ghiacciate e i due, senza altre idee per battere i Cacciatori di Ghiaccio, accettano. Una volta in cima i tre entrano nel condotto della cascata trovandosi nel Cuore di Cavora: una stanza con 8 porte, una per ogni cascata e tribù di Chima. Dalle porte escono gli Animali Leggendari, che però non sembrano contenti di rivedere gli eroi e rivelano di poter sputare fuoco. Le fiamme non bruciano i protagonisti ma li sollevano in aria trasportandoli in una nuova stanza che Eris riconosce come parte del tempio delle fenici. Mentre dall'esterno il Monte Cavora sembra aver preso fuoco i tre vengono accolti da una figura rossa che dice che li stavano aspettando.

## La prova del fuoco
Laval, Eris e Cragger vengono accolti nel tempio delle fenici dal loro re Fluminox, che racconta loro la Storia prima della Grande Storia: nei tempi antichi le fenici furono mandate del sole per prendersi cura degli esseri della terra e lo fecero, insegnando loro tutto quello che sapevano. Una giovane tigre a dente a sciabola di nome Fangar però cercò di usare questa conoscenza per sottomettere le tribù di Chima. Per questo, dopo aver dato rifugio alla tribù delle tigri e a chiunque potessero, le 8 fenici anziane decisero di usare le loro Ali di Fuoco, antichi artefatti in cui era racchiuso il potere della creazione, per dare vita alla Grande Illuminazione, un processo che avrebbe purificato Chima. Purtroppo i Cacciatori cercarono di combattere la Grande Illuminazione e per questo sotto di loro si aprì la Gola della Caduta senza Fine ed essi furono condannati ad un sonno senza sogni. Sempre il potere delle Grande Illuminazione diede ai Cacciatori i loro poteri e sollevò in aria il Monte Cavora.
Fluminox fa dono ad Eris del chi di fuoco, una nuova arma contro il gelo dei Cacciatori, ma quando Cragger e Laval cercano di prenderne la fenice dice che non sono degni in quanto esseri della terra. Per loro intercede la tigre Tormak, che convince Fluminox a sottoporli alla prova del fuoco, come aveva fatto lui. La prima parte delle prova è un percorso fra le fiamme, ma quando sono quasi alla fine i due sentono un bambino chiedere aiuto e si buttano nel fuoco per salvarlo. Il bambino rivela di essere il figlio di Fluminox Flinx, e che la vera prova era vedere se lo avrebbero aiutato. La seconda parte della prova consiste nell'attraversare un fiume di lava con a guardia gli Animali Leggendari. Superata anche questa Laval, Cragger e le loro tribù vengono dichiarate degne del chi di fuoco.
Nel frattempo Lagravis sta aiutando i castori a prepararsi all'arrivo dei Cacciatori. Dopo un iniziale successo la tribù sembra spacciata ma all'ultimo arrivano Laval, Eris e Cragger che scongelano i castori e mettono i Cacciatori in fuga usando i loro chi di fuoco.

## La Collina Falce di Luna
Laval, Cragger e Eris costringono i Cacciatori a ritirarsi alla loro fortezza. Avendo capito che le fenici sono tornate, Sir Fangar organizza un attacco a bordo di Speedorz alla Collina Falce di Luna, ricordando la barriera di fuoco che aveva protetto Eris.
Dato che Fluminox è dubbioso se dare o no il chi di fuoco alle altre tribù di Chima, Eris e Tormak lo convincono a metterle alla prova. I rappresentanti delle tribù si riuniscono allora con i loro Speedorz alla Collina Falce di Luna, dove Laval spiega che la prova delle fenici consiste nel difendere la Collina dall'attacco dei Cacciatori. Laval riesce a battere in duello Sir Fangar ma le armate dei Cacciatori costringono gli eroi a ritirarsi al riparo della barriera della Collina. Lì vengono però raggiunti da Skinnet che rilascia involontariamente la sua "puzza da battaglia". Gli eroi sono quindi costretti a uscire e stanno per essere sconfitti dai Cacciatori quando dal Monte Cavora il tempio delle fenici si solleva, rivelandosi una fortezza volante, e accorre in loro aiuto. I Cacciatori sono costretti di nuovo a fuggire e Fluminox rivela che la Collina Falce di Luna è un avamposto delle fenici che da adesso in poi sarà usato per distribuire il chi di fuoco alle tribù di Chima, che hanno superato la prova dato che non hanno abbandonato la Collina senza neanche sapere cosa fosse. Laval incontra Li'ella, una leonessa figlia adottiva di Tormak, e se ne innamora.
Per tutto questo tempo Lagravis, dopo che suo figlio gli ha detto che non ha il senso dell'umorismo, ha cercato di trovare qualcosa che lo faccia ridere, senza successo; ma quando Laval arriva a fine episodio con un racconto assurdo di città volanti e leonesse bellissime le risate del re dei leoni si sentono in tutta Chima.

## Infiammato!
Le tribù di Chima hanno finalmente abbastanza chi di fuoco e inseguono i Cacciatori fino alla Gola della Caduta Senza Fine, costringendoli a buttarsi. Sir Fangar però lo aveva previsto e i Cacciatori avevano mescolato ghiaccio e fango, creando una passerella di ghiaccio nero invisibile da sopra. Da lì Sir Fangar manda Maula e i suoi mammut da una parte mentre lui e un manipolo di guerrieri prendono un tunnel sotterraneo per la foresta dei gorilla, dove ha sentito che c'è un sacco di chi inutilizzato.
Nella regione delle zanne intanto le tribù di Chima stanno per passare all'attacco della fortezza dei Cacciatori ma vengono fermati dall'arrivo di Li'ella e Fluminox. Il re delle fenici ha deciso di affidare suo figlio a Laval nella speranza che Flinx riesca finalmente a dare fuoco alle sue ali come tutte le altre fenici. Laval non è affatto contento di dover fare il babysitter e decide perciò di lasciare il cucciolo di fenice nella foresta dei gorilla con la piccola G'loona. Fatto questo Laval e Eris tornano alla fortezza dei Cacciatori per partecipare all'attacco ma proprio in quel momento i mammut sbucano alle spalle degli animali di Chima, che si ritrovano circondati.
Sir Fangar arriva intanto con i suoi guerrieri nella foresta dei gorilla e riconosce in Flinx un cucciolo di fenice, dato che non si congela, e decide di farne un trofeo. Grazie però alla conoscenza di G'loona del territorio i due riescono a mettere in fuga i Cacciatori.
Nella regione delle zanne gli animali di Chima stanno perdendo ma quando Mungus, il figlio di Maula, rimane incastrato, suo fratello Mottrot ferma la battaglia chiedendo a Laval di sciogliere il ghiaccio che imprigiona Mungus. Laval accetta in cambio della ritirata dei mammut. Prima di andarsene Maula rivela che Sir Fangar è alla foresta dei gorilla. Laval e Eris si precipitano lì, arrivando giusto in tempo per vedere scappare i Cacciatori. Eris fa notare all'amico che l'ha scampata bella e Laval decide di non perdere di vista Flinx.

## Una collezione da brivido
Cragger segue di nascosto un gruppo di cacciatori e scopre che stanno usando i tunnel per spostarsi, nel farlo rischia però di cadere nella Caduta Senza Fine e viene salvato da Plovar. Nel frattempo Sir Fangar è ossessionato dall'idea di catturare Flinx e manda i suoi Cacciatori a cercarlo in tutta Chima mentre lui osserva tutto dalla sua misteriosa "stanza speciale". I Cacciatori però non riescono a trovarlo, in particolare Vardy e i suoi avvoltoi si appostano nel villaggio degli orsi ad aspettare, senza fare niente.
Flinx si trova alla Collina Falce di Luna, dove Laval invita Li'ella a fare un tour del tempio dei leoni. Mentre Laval è distratto Eris vede un misterioso animale, che lei riconosce essere una pantera, e quando lo insegue ha una nuova visione, che stavolta le mostra una Chima congelata e il Monte Cavora che crolla. Quando Fluminox arriva Eris prova a chiedergli spiegazioni ma il re delle fenici rivela che queste visioni non le ha mandate lui e che non ha idea di cosa sia una pantera. Detto questo Fluminox rivela a Laval e Eris l'esistenza di una rete di tunnel sotterranei che arrivano ovunque a Chima e che i Cacciatori conoscono bene. Dato che questo mette tutte le tribù in pericolo Fluminox assegna all'aquila e al leone il compito di scortare gli Animali Leggendari dalle loro rispettive tribù, di modo che le possano proteggere con il loro alito di fuoco. L'ultima tappa è la palude dei coccodrilli, dove però vengono raggiunti dai Cacciatori che cercano ancora una volta di rapire Flinx. Nella confusione della battaglia i Cacciatori si ritirano convinti di aver catturato il cucciolo di fenice ma arrivati da Sir Fangar viene rivelato che Mottrot, non avendo mai visto una fenice, ha per sbaglio catturato Plovar. Si vede inoltre che la stanza speciale di Sir Fangar è una sala dei trofei dove tiene esposti tutti gli animali che ha congelato.
Alla palude dei coccodrilli Flinx sta bene ed è anche quasi riuscito ad accendere le sue ali, ma Cragger è depresso per la perdita del suo amico piviere e giura di salvarlo.

## Effetto palla di neve
Sir Fangar vede che Flinx si trova al tempio dei leoni e ordina ai suoi Cacciatori di procurargli altri trofei mentre lui si occupa del cucciolo di fenice. Il dente a sciabola riconosce anche Li'ella, di cui è innamorato da quando le ha bruciato il villaggio. Vardy e i suoi avvoltoi approfittano del sonno dell'Orso Leggendario per congelare e rapire la sua tribù, intanto Maula e i suoi mammut intrappolano il Rinoceronte Leggendario, Rinona e il chi di fuoco dei rinoceronti in uno dei tunnel per poi attaccare la tribù. Solo Rogon, Rukus e Runk non vengono congelati, dato che avevano già usato del chi di fuoco. Cercando di combattere i tre scoprono lo snowboard e si dimenticano della battaglia, decidendo invece di giocare. Con gran sorpresa di Maula, prima Mungus e poi tutta la tribù dei mammut decidono di unirsi al divertimento. Maula allora accusa i figli di spezzarle il cuore e convince la sua tribù a riprendere l'attacco ma i rinoceronti sono salvati da Rinona e dal loro Animale Leggendario, che insieme sono riusciti a liberarsi e mettono in fuga i mammut.
Eris continua a essere tormentata dalle visioni della pantera e di Chima che congela ma Fluminox insiste che non sa cosa significhino e che dato che le fenici non c'entrano questi messaggi le arrivano da Chima stessa.
Laval nel frattempo porta Li'ella a fare un tour del tempio dei leoni, ma i due sono continuamente interrotti da Flinx, con gran fastidio del leone. A un certo punto Li'ella vede la tribù dei denti a sciabola avvicinarsi al tempio e lei e Laval vanno loro incontro con il Leone Leggendario. L'attacco è in realtà un diversivo, infatti mentre l'Animale Leggendario è via Sir Fangar e i suoi si introducono nella sala del trono tramite un tunnel e congelano Lagravis. Quando stanno per andarsene i Cacciatori vengono fermati da Tormak, che li trattiene fino al ritorno di Laval e del Leone Leggendario. Dopo che i denti a sciabola sono scappati Li'ella spiega che suo padre è arrivato tramite i tunnel, dato che lui è l'ultimo dei tunnelcat, un gruppo di guerrieri che combattevano nel sottosuolo di Chima. La leonessa rivela anche che è nei tunnel che Tormak l'ha trovata e adottata. Laval viene informato che suo padre non si trova, Sir Fangar è infatti riuscito ad approfittare della confusione della battaglia per portarlo via con sé nella sua sala dei trofei.

## Gli impegni di un re
Plovar riesce a liberarsi e scappare dalla fortezza dei Cacciatori. Riunitosi con Cragger i due vanno al tempio dei leoni per informare Laval dell'esistenza della sala dei trofei. Il leone vorrebbe andare subito a liberare suo padre, ma Longtooth gli ricorda che adesso è lui il re dei leoni e ha dei doveri nei confronti di tutte le tribù di Chima. Laval è quindi costretto a rimandare per occuparsi di questioni incredibilmente noiose. 
Sir Fangar nel frattempo decide di non aspettare che la fortezza arrivi al tempio dei leoni, temendo di perdere l'opportunità di catturare Flinx e ordina un attacco tramite i tunnel. Voom Voom e Vornon arrivano quindi al tempio con un messaggio, ma i due trasportano anche delle bombe congelanti che quando esplodono imprigionano il Leone Leggendario e danno il via all'attacco. I leoni sono presi di sorpresa e le cose si mettono subito male, con Sir Fangar che riesce a mettere Laval e Flinx con le spalle al muro. La tribù viene però salvata dal tempio volante delle fenici che arriva in loro soccorso mettendo in fuga i Cacciatori. Mentre Tormak fa crollare tutti i tunnel Li'ella salva Laval e Flinx ma prima di scappare in elicottero Sir Fangar fa un ultimo tentativo di prendere il cucciolo di fenice e la leonessa. Laval si aggrappa ai due per trattenerli ma Li'ella decide di sacrificarsi e costringe Sir Fangar a lasciar cadere Flinx mordendogli il braccio. Mentre i leoni e Cragger festeggiano la vittoria il cucciolo di fenice e Laval possono solo stare a guardare mentre Li'ella scompare assieme alle armate dei Cacciatori.

## La montagna scivolosa
Laval ha un piano: i castori hanno costruito un finto ponte sul cammino della fortezza dei Cacciatori, quando ci arriverà sopra, questa precipiterà nel canyon di sotto. Prima del crollo Laval, Eris, Cragger, Tormak e Flinx entreranno di nascosto e salveranno i trofei di Sir Fangar mentre Worriz e Gorzan creano un diversivo.
Il piano sembra riuscire ma quando arrivano alla sala dei trofei non sanno come portarli via. Flinx, che è nel frattempo riuscito a dare fuoco alle sue ali, inizia a scaldare la stanza e scongela Lagravis, la tribù dei coccodrilli, degli orsi e tutti gli altri prigionieri. Purtroppo si liberano anche gli scorpioni, i ragni e i pipistrelli che attaccano gli animali di Chima. Scorm rivela inoltre che è stato il chi datogli da Laval a risvegliare i Cacciatori. Ancora una volta Flinx risolve la situazione sciogliendo il ghiaccio del pavimento, facendo precipitare le Tribù Oscure. Mentre Eris e Cragger conducono fuori i prigionieri Laval e Tormak continuano a cercare Li'ella, che non era fra i trofei. Quando l'intera montagna sembra sul punto di sciogliersi i due si rendono conto di aver perso di vista Flinx. Il cucciolo di fenice è ancora nella sala dei trofei dove arriva Sir Fangar, Flinx gli chiede di Li'ella ma il dente a sciabola gli dice che l'ha mandata via per farla preparare al loro matrimonio, ha infatti intenzione di costringerla a sposarlo. Sir Fangar cerca di catturare Flinx ma non riesce ad avvicinarsi per il troppo calore. Laval e Tormak arrivano giusto in tempo per trascinare via il cucciolo di fenice prima che la fortezza si sciolga del tutto. Una volta fuori Flinx rivela quello che Sir Fangar gli ha detto e Laval decide di fermare il matrimonio ad ogni costo.

## Il Manufatto
Dopo la distruzione della fortezza dei Cacciatori, le tribù perlustrano Chima alla ricerca di quest'ultimi e di Li'ella, ma senza successo. I Cacciatori si sono rifugiati sottoterra dove hanno iniziato a costruire una nuova fortezza, ma Sir Fangar è preoccupato che le fenici possano riunire le 8 Ali di Fuoco e dare inizio a una nuova Grande Illuminazione per sconfiggerli. Al tempio delle fenici Fluminox cerca di rincuorare Tormak ricordandogli come lui gli sia stato accanto mille anni prima. Viene rivelato che Fluminox avrebbe dovuto prendere parte assieme alle 8 fenici anziane alla Grande Illuminazione come nona fenice, ma decise di non farlo, e questa è la ragione per cui essa è stata imperfetta, creando il Monte Cavora, il chi e il potere dei Cacciatori.
Vardy nel frattempo ha deciso che il matrimonio di Sir Fangar e Li'ella avrà luogo sulla cima della montagna a spirale. I preparativi vengono inevitabilmente visti da Razar, che ne informa le altre tribù di Chima.
Mentre è alla ricerca di Li'ella, Tormak incontra Sir Fangar, che gli propone un accordo: gli ridarà sua figlia in cambio del Manufatto, l'unica mappa che segna le posizioni delle Ali di Fuoco. Tormak è tormentato dal dubbio ma non riesce a tollerare il pensiero di non poter rivedere mai più Li'ella e si decide a rubare il Manufatto. Appena fuori dal territorio delle fenici però il Manufatto esplode e le fiamme bruciano il pelo di Tormak, è lui la pantera delle visioni di Eris. Tormak scopre inoltre che Sir Fangar non aveva mai davvero pensato di restituirgli la figlia e, tormentato dalla vergogna per il suo tradimento, scappa inseguito dal tempio volante delle fenici. Eris adesso è preoccupata che anche il resto della sua visione si avvererà e che Chima sia condannata al gelo.

## Le fenici nel sottosuolo
Sir Fangar sta per sposare Li'ella ma la cerimonia viene interrotta da un attacco di Laval e i suoi amici, che riescono a mettere in fuga i Cacciatori e liberare la leonessa. Tormak, non sapendo che la figlia è libera, si rifugia fra le piante carnivore delle Terre Esterne.
Al tempio delle fenici Flinx vede suo padre depresso per il tradimento di Tormak e la perdita del Manufatto. Fluminox è convinto infatti che senza la mappa trovare le Ali di Fuoco sia impossibile e che senza di esse non ci sia più speranza per Chima. Flinx decide allora di affrontare i Cacciatori da solo e li insegue fino alla regione delle zanne. I Cacciatori riescono però ad attirarlo sopra alla Gola della Caduta Senza Fine e una volta lì sopra il calore del cucciolo di fenice scioglie il ghiaccio che tappava la Gola facendolo precipitare. I Cacciatori ricongelano quindi la Caduta Senza Fine intrappolando il cucciolo, che nonostante il suo calore rischia di congelare.
Fluminox percepisce la paura del figlio e vola a soccorrerlo a bordo del tempio volante delle fenici assieme a Laval, Cragger, Eris e Li'ella. Arrivati alla regione delle zanne si rendono conto che sciogliere tutto quel ghiaccio potrebbe far annegare Flinx e decidono quindi di entrare in volo nella Gola e atterrare sul fondo. Recuperato Flinx cercano di risalire ma i Cacciatori riescono a buttar loro addosso abbastanza ghiaccio e rocce da far precipitare il tempio sul fondo. Sembra che non ci sia via di scampo ma dall'oscurità della caverna arriva a sorpresa Shadowind, cioè Lavertus, con i suoi chi d'oro.

## Una scintilla di speranza
Ora che il tempio volante delle fenici è fuori gioco i Cacciatori  ne approfittano per congelare tutta Chima. Gli Animali Leggendari mantengono al caldo le loro tribù ma il resto della terra viene ricoperta dai ghiacci. Senza un Animale Leggendario a proteggerli, i castori vengono tutti congelati. Inoltre, la Collina Falce di Luna viene circondata da un muro di ghiaccio per impedire alle tribù l'accesso al chi di fuoco.
Sul fondo della Gola della Caduta Senza Fine Lavertus racconta di come abbia cercato di recuperare il chi buttato via da Scorm e si sia imbattuto nei Cacciatori. Grazie ai suoi chi d'oro è riuscito ad evitare il congelamento, ma è rimasto comunque intrappolato e non ha potuto avvertire le tribù di Chima. Lavertus propone al gruppo di creare dei pilastri che rimuovano il ghiaccio e le rocce sopra di loro per liberare il tempio volante. Mentre usano i chi d'oro le fenici dimostrano una grande affinità con essi e Fluminox aiuta Eris con il suo pilastro dicendole che ha l'anima di una fenice.
Il gruppo riesce a liberarsi ma una volta fuori vedono che Chima è congelata e che i Cacciatori hanno costruito una nuova fortezza di ghiaccio e stanno marciando verso il tempio dei leoni. Sir Fangar li vede e ordina di accelerare. Arrivati in cima al Monte Cavora Fluminox dice al gruppo che la loro ultima speranza sono le Ali di Fuoco, che però senza il Manufatto distrutto da Tormak sono introvabili. Il re delle fenici dice che Chima è spacciata e Li'ella si dispera per suo padre ma Laval, Eris, Cragger e Flinx ricordano loro che c'è sempre speranza. In quel momento Lavertus nota una gran luce provenire dalle Terre Esterne. Si tratta di Tormak, il potere del Manufatto lo sta bruciando e, in un fenomeno simile al potenziamento da chi, la pantera proietta un simbolo misterioso.

## Le ali infuocate
Laval, Eris, Cragger, Li'ella e Lavertus vanno nelle Terre Esterne e scoprono che la luce che avevano visto proviene da Tormak. La pantera dice loro di poterli aiutare e proietta di nuovo il simbolo misterioso. Tormak spiega che quando il Manufatto è esploso lui ne ha assorbito l'essenza e che il simbolo è in realtà la mappa per le Ali di Fuoco. La prima tappa è il picco delle aquile, dove Eris riesce a superare il sistema di difesa delle fenici ed ad ottenere le prime Ali di Fuoco. L'aquila spiega agli altri che per trovare le Ali di Fuoco è necessario riuscire a pensare come una fenice ed "essere disposti a perdere tutto per ottenere tutto". Il gruppo decide di dividersi per trovare le altre Ali di Fuoco più in fretta: Li'ella va con Tormak, Eris con Cragger e Laval con Lavertus. Quando stanno per partire sentono il ruggito d'emergenza di Lagravis: i Cacciatori stanno attaccando il tempio dei leoni. Laval vorrebbe aiutare il padre ma Lavertus lo convince a continuare la sua missione e lasciare che sia lui ad andare ad aiutare il fratello.
Le tribù di Chima, a parte gli orsi, arrivano in soccorso dei leoni e anche il tempio volante delle fenici si unisce alla battaglia portando la tribù delle tigri. Vedendo che stanno perdendo, Sir Fangar manda Vardy e i suoi avvoltoi a liberare la quarta tribù dei Cacciatori.
Alla montagna a spirale Cragger capisce che, nonostante le fenici si definiscano i guardiani di Chima, lui, Eris e Laval lo sono molto di più, e riesce così ad ottenere anche lui delle Ali di Fuoco. Al canyon, Laval si scontra con Mungus e Mottrot e, avendo capito a sua volta le parole di Eris, si butta nel precipizio, riuscendo ad afferrare delle Ali di Fuoco al volo. Prima che cada, viene salvato da Cragger a bordo di un nuovo elicottero dei coccodrilli.
Nella caverna dove erano congelati i Cacciatori, gli avvoltoi risvegliano gli orsi di ghiaccio, una tribù di guerrieri incontrollabilmente violenti. Nell'istante in cui gli orsi di ghiaccio si liberano, gli orsi di Chima sognano il loro risveglio e si svegliano contemporaneamente.
- Nota: in questo episodio, contrariamente agli altri, il riassunto iniziale è fatto da Fluminox invece che Lagravis.

## Il cuore del Monte Cavora
Gli orsi di ghiaccio arrivano a Chima in aiuto dei loro alleati, dimostrandosi dei guerrieri formidabili. Il loro intervento permette ai Cacciatori di Ghiaccio di impadronirsi di tutto il chi, che usano per creare una montagna di ghiaccio per raggiungere il Monte Cavora. I piloti del tempio volante delle fenici restano abbagliati dal ghiaccio e il loro mezzo precipita. Nel frattempo Laval e Cragger sono arrivati a 7 Ali di Fuoco e si separano da Tormak e Li'ella per raggiungere Eris alle Rocce Eterne. Durante il tragitto restano sbalorditi di incontrare la tribù degli orsi, incredibilmente sveglia e arrabbiata, che si dirige a combattere gli orsi di ghiaccio. Alle Rocce Eterne Eris ha una visione di Fluminox che le spiega che per trovare le ultime Ali di Fuoco devono cercarle in eterno. L'aquila allora capisce che le ultime Ali di Fuoco sono all'interno delle Rocce Eterne stesse e le recupera. Eris spiega a Laval e Cragger che la sua visione le ha anche spiegato che hanno bisogno dei loro amici delle 8 tribù di Chima per dare inizio alla Grande Illuminazione e li chiama tutti a raccolta. Laval, Eris e Cragger convincono i loro amici che per salvare Chima devono volare con le Ali di Fuoco a tutta velocità nel cuore del Monte Cavora, ma, una volta in volo, vengono fermati da un esercito di avvoltoi.
Intanto la montagna di ghiaccio ha raggiunto il Monte Cavora e i Cacciatori hanno invaso la casa delle fenici. Sir Fangar trova Fluminox e Flinx nella stanza sopra al cuore del Monte Cavora e accusa il re delle fenici di aver tradito la sua tribù mandando a monte la prima Grande Illuminazione. Fluminox confessa allora al figlio che il motivo per cui ha rinunciato ad essere la nona fenice è stato proprio per non dover abbandonare lo stesso Flinx, che allora era appena nato. All'esterno della montagna volante gli 8 eroi di Chima sono bloccati ma vengono soccorsi da Tormak e Li'ella, che hanno trovato e riparato il tempio volante delle fenici. Gli 8 sono quindi liberi di volare nel cuore del Monte Cavora. Nel tempio, Flinx vede la luce delle Ali di Fuoco e si butta a sua volta prima che Sir Fangar possa fermarlo, diventando così la nona fenice. La Grande Illuminazione può finalmente avvenire: Chima viene scongelata, i Cacciatori vengono guariti sia dal ghiaccio che dalla loro malvagità, e così Crooler, Tormak torna ad essere una tigre e persino le puzze di Skinnet diventano profumate. Gli 8 eroi di Chima si risvegliano nel cuore del Monte Cavora e vedono che il tempio delle fenici è sparito e che i figli del sole, avendo reso Chima un paradiso e terminato il loro compito, stanno tornando dal loro genitore. Ai protagonisti non resta che osservare la loro casa, finalmente in pace ed equilibrio.
L'ultima immagine mostra che Chima e le Terre Esterne sono esse stesse una gigantesca montagna volante sopra alle vaste Terre Selvagge.
- Nota: in questo episodio, contrariamente agli altri e al precedente, il riassunto delle puntate precedenti è fatto da Eris invece che Lagravis o Fluminox. Inoltre al posto della sigla viene mostrata una sequenza di immagini accompagnata da uno dei sottofondi musicali tipici della serie.